# Dorand AR.1
Le Dorand AR.1 est un biplan de reconnaissance français de la Première Guerre mondiale. Son autonomie en carburant était de 3 h.

## Histoire
En 1916, le lieutenant-colonel Émile Dorand (dont le Dorand DO.1 était déjà en ligne en 1914), reconnut que le Farman F.40 était obsolète pour la reconnaissance de jour. Il formula donc une exigence pour un avion de reconnaissance biplace de la configuration du tracteur. Farman refusa de produire l'avion et le capitaine G. Lepère fut choisi pour développer l'avion.
Celui-ci tirait son sigle AR. de la Section technique de l'aéronautique (STAé), l'atelier militaire français créé le 28 février 1916 et dirigé par Dorand qui le construisit dans une usine de Chalais-Meudon.
Les essais de cet avion furent terminés en septembre 1916 et la mise en service commença en avril 1917. 
180 AR.1 furent équipés de moteurs V8 Renault de 190 ch et d'une masse de 210 kg et 50 Dorand AR.2, une version améliorée construite dans l'usine Renault de Billancourt entrant en service en 1918, de moteurs V12 de 200 ch et d'autres de moteurs Lorraine-Dietrich de 240 ch.
Son hélice, nommée Hélice Éclair, fut dessinée par Marcel Bloch, qui prit après 1945 le nom de Marcel Dassault.
Les AR.1 et 2 firent leurs preuves les derniers mois du conflit, dans 18 escadrilles d'observation sur les fronts français, italien et d'Orient et entrèrent en service dans les forces aériennes américaines, serbes et grecques.

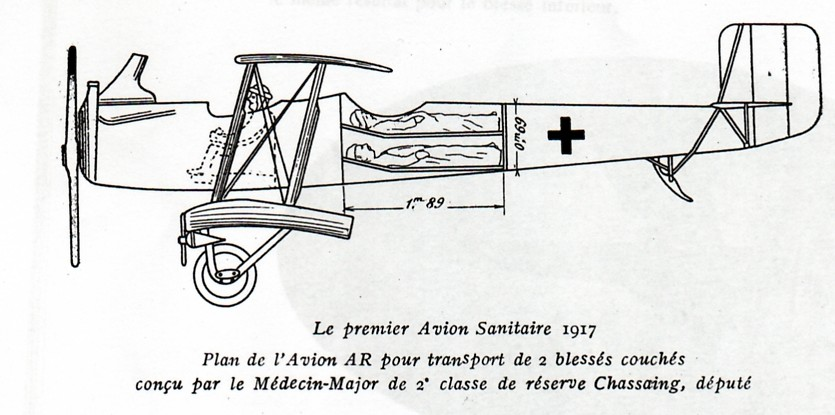
Croquis d'un avion sanitaire.

6 exemplaires furent convertis en avion-ambulance dont 4 affectés au protectorat français du Maroc après la fin de la guerre. Quelques exemplaires furent reconvertis dans le transport aérien civil. Le 22 avril 1922, un Dorand du Réseau aérien transafricain effectua la première liaison Alger-Biskra. Celle-ci fut interrompue en 1923.

## Comparaisons de l'AR.1 et de l'AR.2
|                  | Performances de l'AR.1 A2                                | Performances de l'AR.2                                   |
| ---------------- | -------------------------------------------------------- | -------------------------------------------------------- |
| Motorisation     | Renault 8Gdy de 200 ch                                   | Lorraine-Dietrich de 240 ch                              |
| Plafond          | 5 500 m d'altitude                                       | 5 800 m d'altitude                                       |
| Vitesse maximale | 160 km/h à 4 000 m 145 km/h à 3 000 m 148 km/h à 2 000 m | 155 km/h à 4 000 m 165 km/h à 3 000 m 170 km/h à 2 000 m |
| Temps de montée  | 13 min à 2 000 m 39 min à 4 000 m                        | 9,3 min à 2 000 m 25,5 min à 4 000 m                     |

## Versions
- AR.1 A2 160 : première version de production motorisée avec un Renault 8Gd de 160 ch,
- AR.1 A2 200 : version motorisée avec un Renault 8Gd de 200 ch (149 kW),
- AR.1 A2 190 : version motorisée avec un Renault 8Gd de 190 ch,
- ARL.1 А2 - AR.1 : version motorisée avec un Lorraine Dietrich de 240 ch,
- AR.2 А2 : version motorisée avec un Renault 8Gе de 190 ch,
- ARL.2 А2 - AR.2 : version motorisée avec un Lorraine Dietrich de 240 ch[5].

## Utilisateurs
- France
- États-Unis : L'United States Army Air Service acheta 22 AR.1 et 120 AR.2 qui ont été utilisés principalement pour la formation[6]
- Royaume de Serbie : 4 escadrilles à partir de 1918. Au moins 2 à la fin de la guerre avec 18 AR.2[7]
- Grèce : 12 AR.1, en service du 12 décembre 1917 dans une escadrille[8] à 1923 pour la reconnaissance et l'entrainement[9]